# Jaume Batlle Bigas

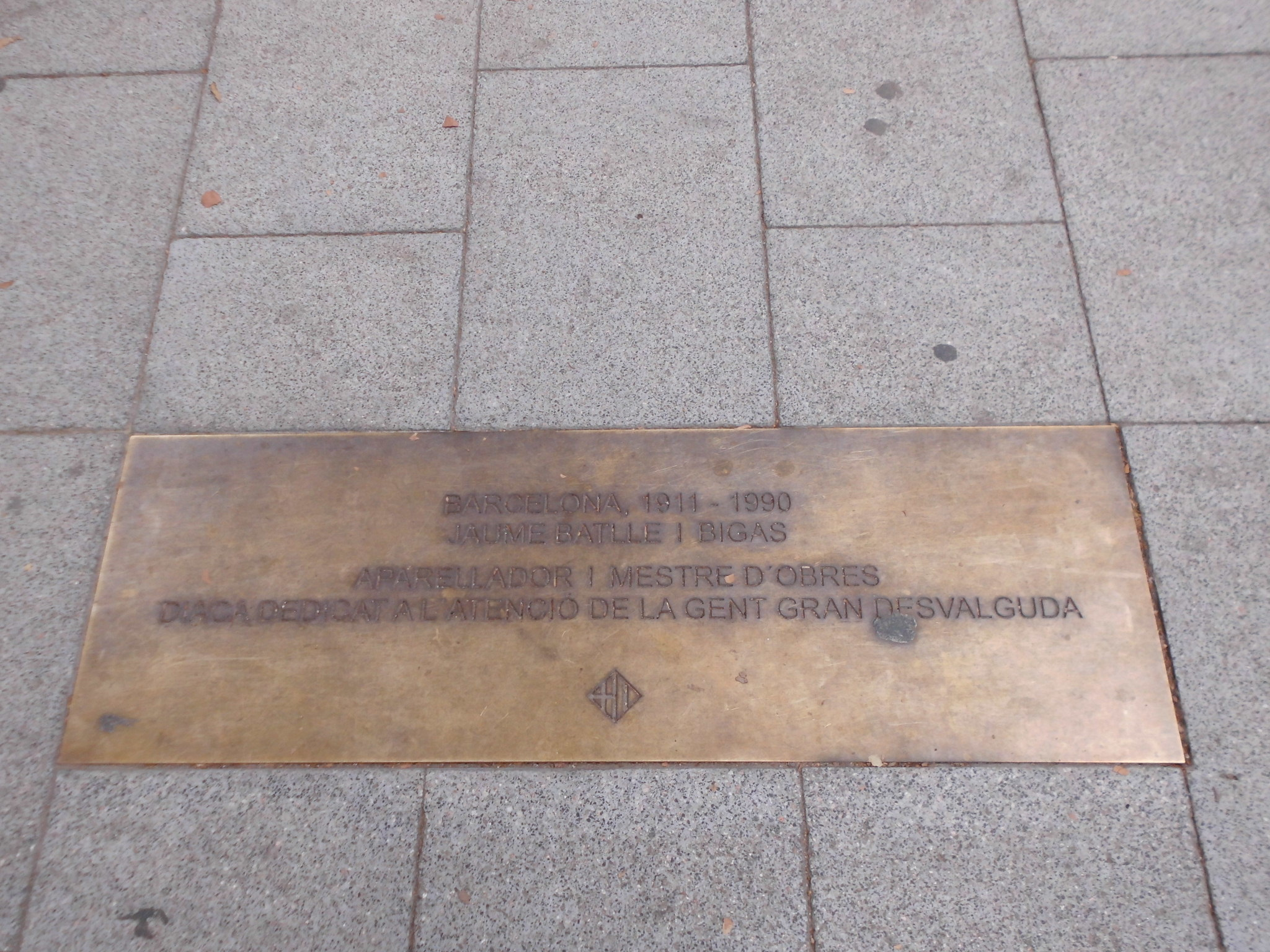
Placa a Jaume Batlle Bigas, a la Rambla del Poblenou.

Jaume Batlle Bigas (Barcelona, 1911-1990) fou un aparellador i mestre d'obres. Continuà l'empresa de construcció fundada pel seu pare i dugué a terme importants edificacions al Poblenou: el Casino de l'Aliança, la nova església de Santa Maria del Taulat, el local del Centre Moral i Cultural del Poblenou, els habitatges de la Cooperativa Montseny i diverses obres per a Metales y Platería Ribera SA. Però Batlle i Bigas destacà sobretot per la seva participació en la vida associativa del barri. Fou un dels primers diaques permanents de la diòcesi de Barcelona. La seva missió pastoral centrada en l'atenció de la vellesa, juntament amb les seves nombroses obres caritatives, fou reconeguda oficialment amb l'obertura de la Residència Jaume Batlle del carrer de Fernando Poo.